# لایه فیزیکی
لایه فیزیکی پایین‌ترین لایه در مدل مرجع ارتباط سامانه‌های باز (OSI) می‌باشد.این لایه وظیفه انتقال بیتها از طریق کانال مخابراتی را عهده‌دار می‌شود. مسائل طراحی در این لایه عمدتاً از نوع فیزیکی، الکتریکی، تایمینگ، رسانه فیزیکی انتقال است. در این لایه باید نقش عوامل طبیعی را نیز در نظر داشته باشیم. در این بخش بیشتر درباره نحوه انتقال فیزیکی اطلاعات بحث می‌گردد. این رسانه‌ها را می‌توان در دو دسته تقسیم بندی نمود:
- رسانه‌های هدایت پذیر همچون سیم مسی و فیبر نوری.
- رسانه‌های هدایت ناپذیر همچون بیسیم، امواج رادیوی زمینی و ماهواره.

رسانه‌های فیزیکی مختلف با توجه پارامترهای پهنای باند، تأخیر انتشار، سهولت نصب و نگهداری مقایسه می‌گردند.

## رسانه‌های هدایت پذیر
این سبک انتقال اطلاعات به کمک نوار مغناطیسی، دیسک٬ سی دی٬ دی وی دی یا سیم انجام می‌گیرد.
زوج تابیده یکی از با سابقه‌ترین رسانه‌های انتقال است که بر پایه انتقال ولتاژ یا آمپراژ عمل می‌کند. زوج تابیده، دو رشته سیم مسی یا آلومنیومی به هم تابیده‌است که توسط روکشی عایق پوشانده شده‌اند.
علت تاباندن سیم‌ها به دور یکدیگر این است که هر رشته سیم بلندی می‌تواند به صورت یک آنتن عمل کند، تاباندن این دو رشته سیم به دور هم جهت خنثی‌سازی تداخل الکترومغناطیسی یکدیگر و لذا جلوگیری از ایجاد پارازیت ماهواره‌ای و نیز جلوگیری از اتلاف انرژی است.

### زوج به هم تابیده زره دار (STP)

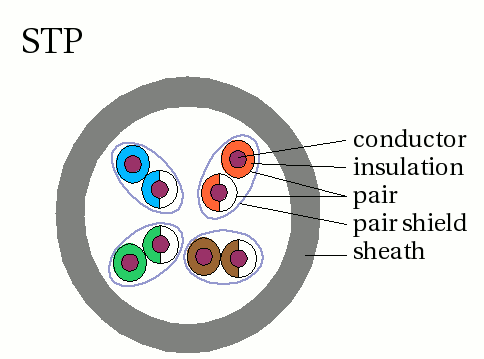
زوج تابیدهٔ زره دار(STP)

این نوع کابل شامل چهار زوج سیم به هم تابیده بوده و دور هر جفت از سیمهای داخل کابل یک لایه فلزی کشیده شده‌است. این لایه کمک مضاعفی به لغو تداخل الکترومغناطیسی می‌کند ولی در عوض اندازه، وزن و هزینه را افزایش می‌دهد. در ضمن این لایه فلزی خود ممکن است به صورت آنتن عمل کرده و پارازیت جذب کند.
این سیم‌ها معمولاً جهت انتقال سیگنالهای سیگنال آنالوگ و دیجیتال مورد استفاده قرار می‌گیرند. معمولاً در شبکه تلفن شهری از این نوع سیم استفاده می‌کنند. پهنای باند این رسانه به دو عامل ضخامت سیم و طول سیم بستگی دارد. حداکثر طول مجاز برای این سیم‌ها ۱۰۰متر بوده و برای مسافتهای طولانی تر نیاز به استفاده از تکرارکننده است.

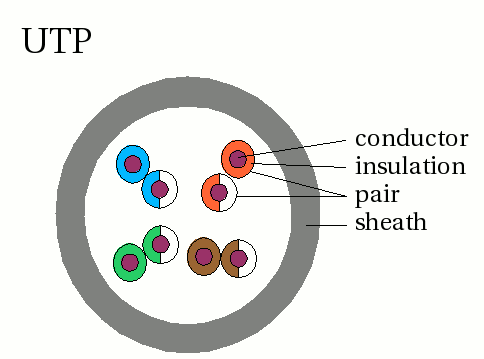
زوج تابیدهٔ بدون زره (UTP)

### زوج به هم تابیده بدون زره (UTP)
این کابل‌ها نیز شامل چهار زوج سیم به هم تابیده هستند. در این نوع کابل، زوج سیم‌ها به صورت جداگانه روکش نشده‌اند و تنها یک روکش خارجی برای کل کابل ایجاد شده‌است، لذا این نوع کابل‌ها قابلیت انعطاف بیشتری دارند و در بسیاری از شبکه‌های رایانه‌ای و تلفن از این نوع کابل استفاده شده‌است.
این نوع کابل سریعترین رسانه ساخته شده با مس بوده و در شبکه‌های کامپیوتری به وفور استفاده شده‌است. CAT۳ ٬ CAT۵ ٬ CAT۶ ٬ CAT۷ از مدل‌های این نوع رسانه به‌شمار می‌روند که در بازار به تمام آن‌ها زوج تابیدهٔ بدون زره (UTP) گفته می‌شود.

### کابل کواکسیال
کابل کواکسیال دارای غلافی فلزی است که باعث شده برتری‌هایی نسبت به زوج تابیده داشته باشد. کابل کواکسیال از یک سیم مسی (آلومینیومی) سخت به نام هسته (Core) لایه عایق استوانه‌ای توری فلزی و پوشش پلاستیکی تشکیل شده‌است. 
این کابل سرعت مناسبی دارد و نویز کمتری می‌گیرد. پهنای باند آن به کیفیت مواد به کار رفته و طول کامل ارتباط مستقیم دارد.

### فیبر نوری
فیبر نوری از پالس‌های نور برای انتقال داده‌ها از طریق تارهای سیلکون بهره می‌گیرد. یک کابل فیبر نوری که کمتر از یک اینچ قطر دارد می‌تواند صدها هزار مکالمهٔ صوتی را حمل کند. فیبرهای نوری تجاری ظرفیت ۲٫۵ تا ۱۰ گیگابایت در ثانیه را فراهم می‌سازند.
فیبر نوری از چندین لایه ساخته می‌شود. درونی‌ترین لایه را هسته می‌نامند. هسته شامل یک تار کاملاً بازتاب‌کننده از شیشه خالص (معمولاً) است. هسته در بعضی از کابل‌ها از پلاستیک کاملاً بازتابنده ساخته می‌شود، که هزینه ساخت را پایین می‌آورد. با این حال، یک هسته پلاستیکی معمولاً کیفیت شیشه را ندارد و بیشتر برای حمل داده‌ها در فواصل کوتاه به کار می‌رود. حول هسته بخش پوسته قرار دارد، که از شیشه یا پلاستیک ساخته می‌شود. هسته و پوسته به همراه هم یک رابط بازتابنده را تشکیل می‌دهند که باعث می‌شود که نور در هسته تابیده شود تا از سطحی به طرف مرکز هسته باز تابیده شود که در آن دو ماده به هم می‌رسند. این عمل بازتاب نور به مرکز هسته را (بازتاب داخلی کلی) می‌نامند. قطر هسته و پوسته با هم حدود ۱۲۵ میکرون است (هر میکرون معادل یک میلیونیم متر است)، که در حدود اندازه یک تار موی انسان است.
بسته به سازنده، حول پوسته چند لایه محافظ، شامل یک پوشش قرار می‌گیرد. یک پوشش محافظ پلاستیکی سخت لایه بیرونی را تشکیل می‌دهد. این لایه کل کابل را در خود نگه می‌دارد، که می‌تواند صدها فیبر نوری مختلف را در بر بگیرد. قطر یک کابل نمونه کمتر از یک اینچ است .
از لحاظ کلی، دو نوع فیبر وجود دارد: 
- فیبر تک حالتی: یک سیگنال نوری را در هر زمان انتشار می‌دهد
- فیبر چند حالتی: صدها حالت نور را به‌طور هم‌زمان انتقال می‌دهد

طراحان فیبرهای نسل سوم، فیبرهایی را مد نظر داشتند که دارای کمترین تلفات و پاشندگی باشند. برای تولید این نوع از فیبرها، محققین از حداقل تلفات در طول موج ۱٫۵۵ میکرون و از حداقل پاشندگی در طول موج ۱٫۳ میکرون بهره جستند و فیبری را طراحی کردند که دارای ساختار نسبتاً پیچیده‌تری بود. در عمل با تغییراتی در پروفایل ضریب شکست فیبرهای تک مد از نسل دوم، که حداقل پاشندگی آن در محدوده ۱٫۳ میکرون قرار داشت، به محدوده ۱٫۵۵ میکرون انتقال داده شد و بدین ترتیب فیبر نوری جدیدی با ماهیتی متفاوت، موسوم به فیبر دی.اس.اف ساخته شد.

## نوشتارهای مرتبط
- مدل مرجع OSI
- مقایسه مدل‌های OSI و TCP/IP
- مدل مرجع TCP/IP
- فیبر نوری